# Roraimamyrfågel
Roraimamyrfågel (Myrmelastes saturatus) är en fågel i familjen myrfåglar inom ordningen tättingar.

## Utbredning och systematik
Roraimamyrfågel delas in i två underarter med följande utbredning:
- M. s. saturatus – sydostligaste Venezuela och närliggande Guyana (trakterna kring Roraimamassivet)
- M. s. obscurus – tepuis i sydöstra Venezuela (östra Bolívar) och närliggande Brasilien

## Status
IUCN kategoriserar den som livskraftig.